# Varian Medical Systems
Varian Medical Systems (VAR) aus Palo Alto, Kalifornien, entwickelt und vermarktet komplette Hardware und Softwaresysteme für die Strahlentherapie.
Zu den medizinischen Geräten gehören Linearbeschleuniger und Software zur Behandlung von Krebs und anderen Erkrankungen mit Strahlentherapie, Radiochirurgie, Protonentherapie und Brachytherapie. Das Unternehmen entwickelt Software für die Verwaltung von Krebskliniken, Strahlentherapiezentren und medizinischen Onkologiepraxen. Varian ist ein Lieferant von Röhren und digitalen Detektoren für die Röntgenbildgebung in der medizinischen Diagnostik, Zahnmedizin, Veterinärmedizin, Wissenschaft, Sicherheit und industrieller Inspektion einschließlich hochenergetischer Röntgentechnologie für die Frachtenkontrolle. Varian Medical Systems beschäftigt über 10.000 Mitarbeiter in 70 Vertriebs- und Supportbüros weltweit.
Im August 2020 haben Varian und Siemens Healthineers bekanntgegeben, dass Siemens Healthineers den Konzern für 14 Milliarden Euro während der ersten Jahreshälfte 2021 übernehmen möchte. Dies ist erfolgreich umgesetzt worden und Varian gehört nun zu Siemens Healthineers.

## Geschichte
Die Firma wurde 1948 als Varian Associates von Russell Harrison Varian, Sigurd Fergus Varian, William Webster Hansen und Edward Ginzton gegründet, um Klystrone zu verkaufen. Varian Medical Systems entstand 1999 durch Aufspaltung der ursprünglichen Gesellschaft.

## Übernommene Unternehmen
Varian Medical Systems hat weitere Unternehmen erworben, darunter Pan-Pacific Enterprises, ACCEL Instruments, Bio-Imaging Research, Inc, Sigma Micro Informatique Conseil, Argus Software, Velocity Medical Solutions und MeVis Medical Solutions.

## Produkte

### Linearbeschleuniger
Varian stellt eine Reihe von Megavoltage-Linearbeschleunigern mit unterschiedlichem Funktionsumfang und unterschiedlicher Komplexität her, z. B. unterschiedliche Anzahl von Multilamellenkollimatoren oder der Möglichkeit zur Durchführung von Radiochirurgie.
TrueBeam ist ein fortschrittliches Strahlentherapiesystem, das von Grund auf entwickelt wurde, um leistungsfähigere Krebsbehandlungen mit punktgenauer Genauigkeit und Präzision durchzuführen. Es integriert fortschrittliche Bildgebungs- und Bewegungsmanagementtechnologien in eine ausgeklügelte neue Architektur, die es ermöglicht, Behandlungen schneller durchzuführen, während die Tumorbewegung überwacht und kompensiert wird, und öffnet die Tür zu neuen Möglichkeiten für die Behandlung von Lunge, Brust, Prostata, Kopf und Hals sowie anderen Krebsarten.
Die EDGE-Radiochirurgie-Suite wurde 2012 auf den Markt gebracht. Die ersten Krebszentren, die das neue System einsetzten, waren die Champalimaud Foundation in Lissabon, Portugal und Henry Ford Health System in Detroit, Michigan.
Im Jahr 2017 führte Varian Halcyon ein, das durch die Optimierung der schnellen bildgeführten IMRT- und RapidArc-Strahlentherapie eine qualitativ hochwertige Versorgung erreichen soll. Das System verfügt über einen einzigartigen zweilagigen MLC (Multi-Leaf Collimator), der eine hohe Modulation mit geringer Streuung für jedes Feld oder jeden Bogen ermöglicht.

### Protonen-Therapie
Varian fertigt das ProBeam Protonen-Therapiesystem mit aktuellen und geplanten Installationen an mehreren Standorten weltweit, ein vollständig mit pencil-beam scanning arbeitendes Protonen-Therapiesystem unter Verwendung von IMPT (Intensitätsmodulierte Protonen-Therapie), das mit dem Schweizer Paul Scherrer Institut entwickelt wurde. Varian entwickelt auch medizinische Software und ein Radiologieinformationssystem für das Protonen-Therapie-Planungssystem.